# Vargasiella
Vargasiella är ett släkte av orkidéer. Vargasiella ingår i familjen orkidéer.
Kladogram enligt Catalogue of Life:
| Vargasiella | \| \| Vargasiella peruviana \| \| \| \| \| \| Vargasiella venezuelana \| \| \| \| |
|             | \| \| Vargasiella peruviana \| \| \| \| \| \| Vargasiella venezuelana \| \| \| \| |
|             | Vargasiella peruviana                                                             |
|             |                                                                                   |
|             | Vargasiella venezuelana                                                           |
|             |                                                                                   |